# Tesoura de costas invertida
 (décembre 2022).
Si vous disposez d'ouvrages ou d'articles de référence ou si vous connaissez des sites web de qualité traitant du thème abordé ici, merci de compléter l'article en donnant les références utiles à sa vérifiabilité et en les liant à la section « Notes et références ».
La tesoura de cintura de costas invertida (litt. "ciseaux de ceinture de dos inversés", en portugais), plus souvent abrégée en tesoura de costas invertida ("ciseaux de dos inversés"), est un mouvement déséquilibrant de capoeira qui consiste à ceinturer l'adversaire avec les jambes croisées avant de pivoter le corps pour le faire tomber en avant. Le corps doit être orienté vers le dos de l'adversaire.

## Technique
- Ceinturer l'adversaire par le côté, en plaçant la jambe arrière devant sa cheville la plus éloignée, et la jambe avant derrière sa taille, tout en s'appuyant sur le sol avec une main.
- Placer le bassin aussi proche que possible du sien, sans hésiter à s'agripper à l'adversaire avec l'autre main. Plus le bassin est bas, plus il sera difficile de le faire tomber.
- Pivoter le corps vers l'arrière, en exerçant une pression sur sa taille et en fauchant sa jambe d'appui avec la jambe du dessous, de manière à faire tomber l'adversaire vers l'avant.
- Une fois la personne à terre, se dégager aussi vite que possible en se retirant, ou combiner avec une chave de perna.

On fait généralement cette technique comme transformation de la tesoura de cintura en réalisant un pivot du corps dans le sens inverse.